# Kościół Wszystkich Świętych w Kleszczewie
Kościół Wszystkich Świętych – zabytkowy, drewniany kościół parafialny, zlokalizowany we wschodniej części Kleszczewa, przy drodze na Poklatki (ul. Lipowa 3).

## Historia i architektura
Kościół zbudowano w latach 1760-1762. Składa się z trzech wyraźnie wydzielonych z zewnątrz części: kruchty, nawy i prezbiterium. Kryty gontem i zwieńczony sygnaturką. We wnętrzu stoją m.in. trzy ołtarze i rokokowa ambona z lat 60. XVIII wieku. 

## Otoczenie
Przy kościele stoi drewniana kapliczka maryjna i krzyż misyjny z jedyną datą misji: 13-20 listopada 1988. Obok świątyni zlokalizowane są m.in.:
- drewniana dzwonnica z XIX wieku,
- nagrobek nauczyciela Władysława Hellwiga (zm. 24.10.1890),
- głaz papieski z 2008 z tablicą o treści: Nigdy nie wypuścimy Cię z naszych serc,
- nagrobek księdza Zygmunta Tarki, proboszcza kleszczewskiego (1922-1968),
- nagrobki Wiktorii i Stanisława Lutomskich (zmarli oboje w 1902).

## Galeria

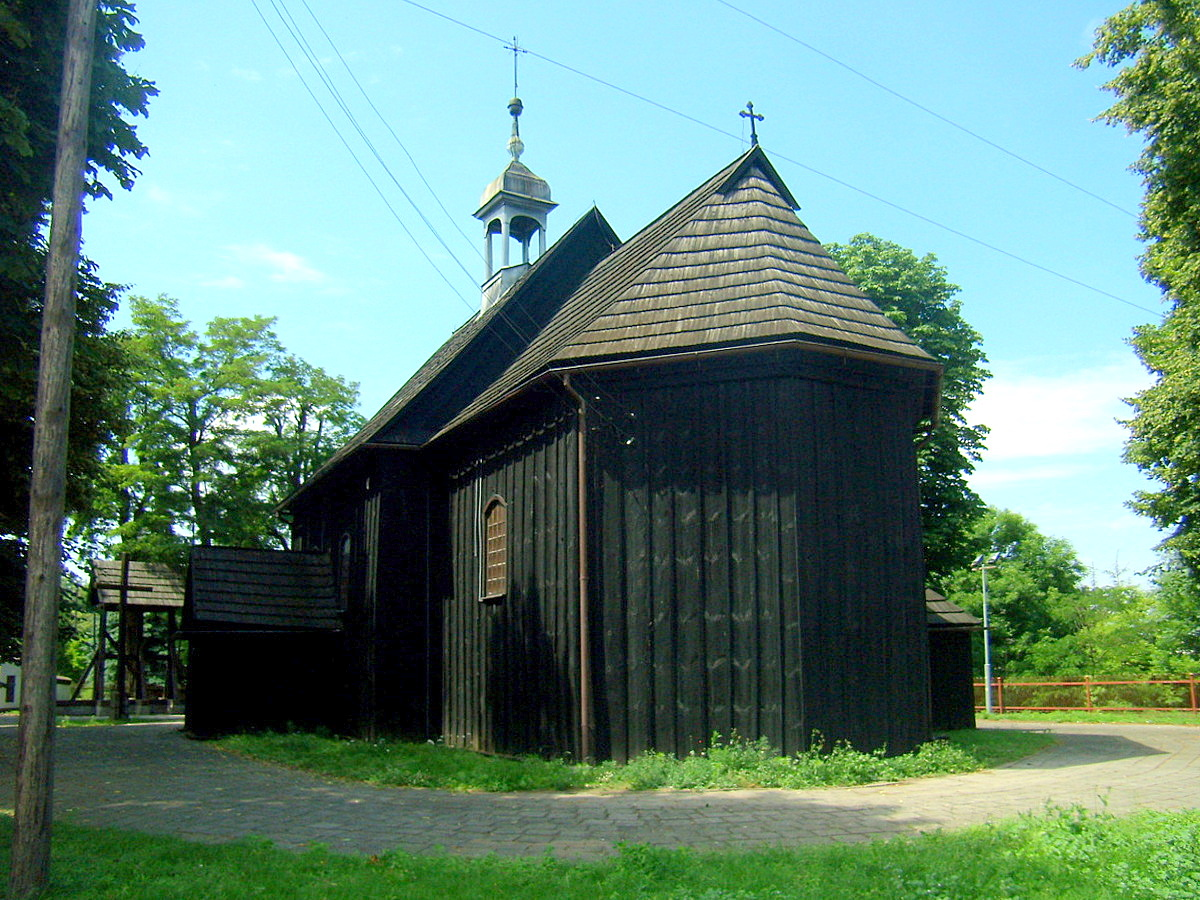
Widok od prezbiterium
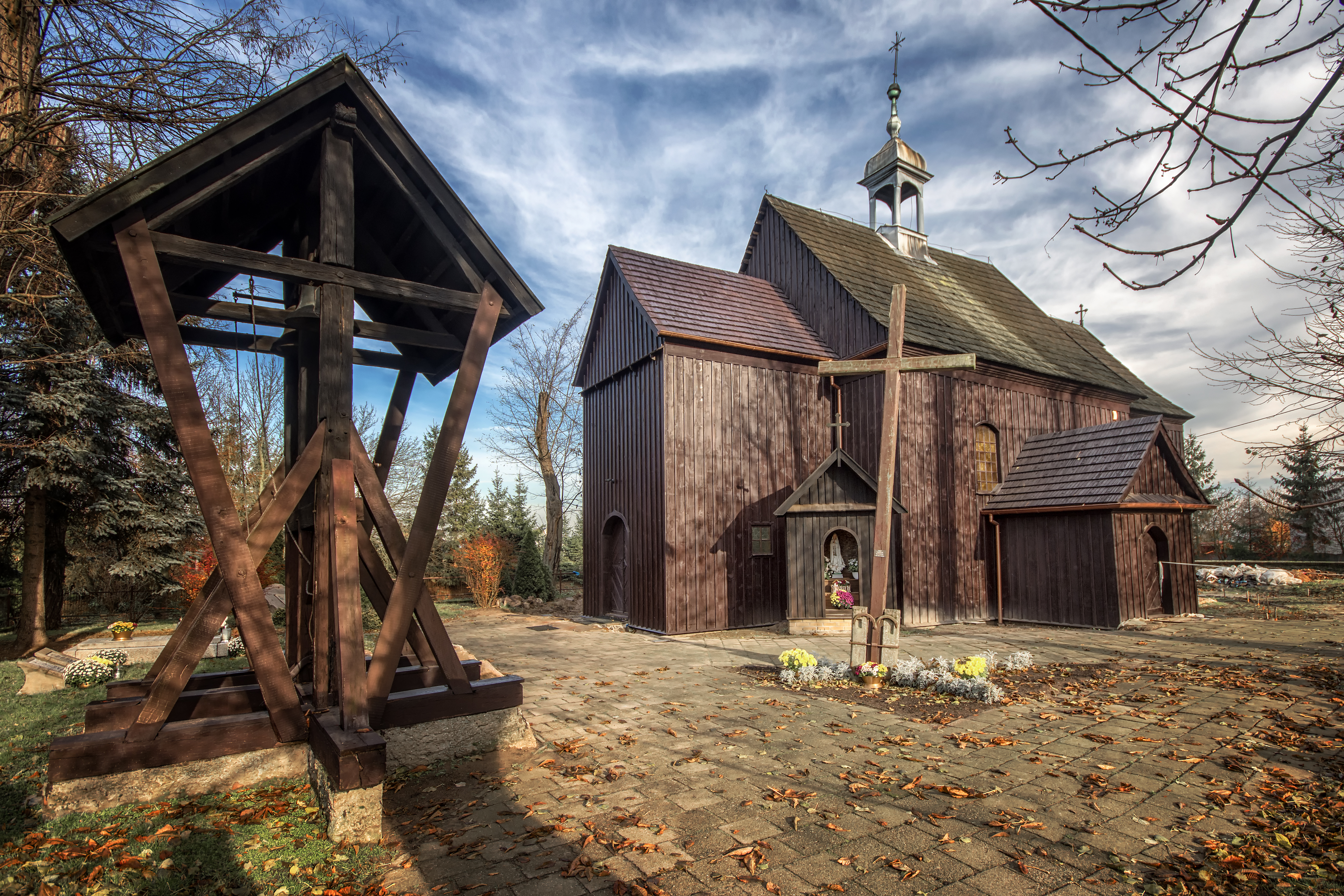
Dzwonnica